# Georg Wilhelm (Brandenburg-Bayreuth)

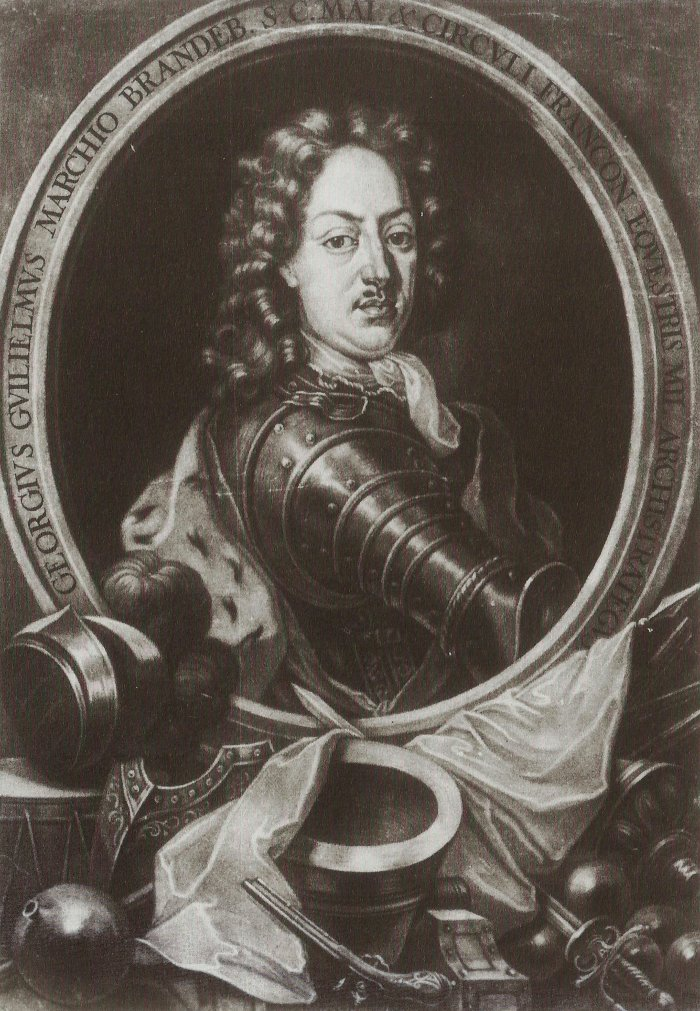
Markgraf Georg Wilhelm von Brandenburg-Bayreuth, Schabkunstblatt (um 1720) von Christoph Weigel

Georg Wilhelm von Brandenburg-Bayreuth (* 16. November 1678 in Bayreuth; † 18. Dezember 1726 in Bayreuth) war ein deutscher Fürst. Er war von 1712 bis 1726 Markgraf des fränkischen Fürstentums Bayreuth.

## Leben

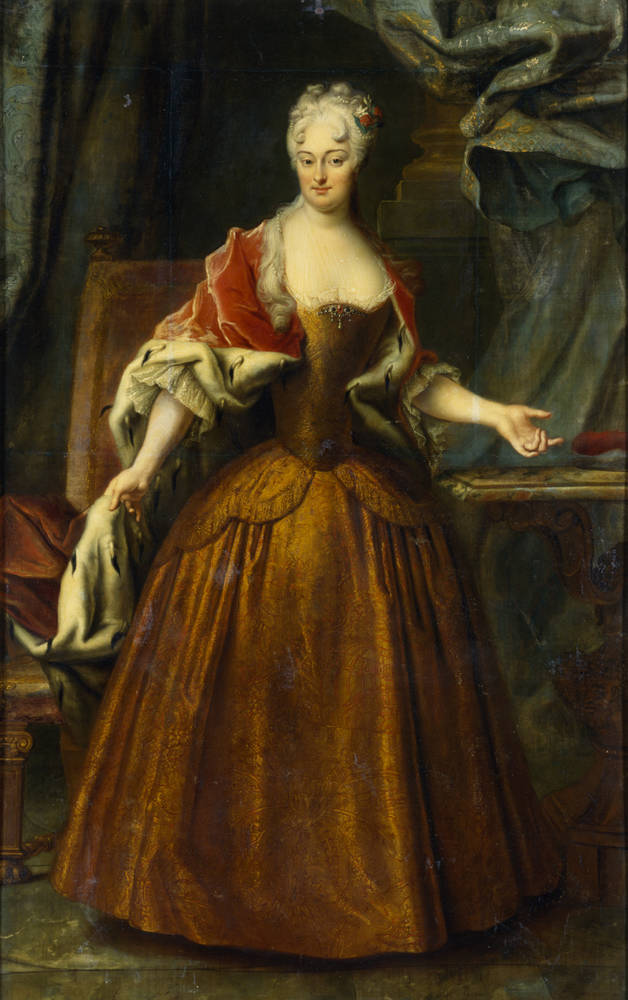
Sophia von Sachsen-Weißenfels (um 1720)

### Herkunft und Familie
Georg Wilhelm von Brandenburg-Bayreuth, aus dem Hause Hohenzollern, war der einzige Sohn von Christian Ernst von Brandenburg-Bayreuth und dessen zweiter Gemahlin Sophie Luise von Württemberg. Sein Leben begann unter Voraussetzungen, die ihn zum verwöhnten Kind geradezu prädestinierten. Während einer ersten kinderlos gebliebenen Ehe und der zweiten mit Sophie Luise, die zunächst vier Töchter gebar, hatte sein Vater 16 Jahre lang vergeblich auf einen Sohn als Nachfolger gehofft. Als schließlich 1678 der ersehnte Knabe zur Welt kam, war dessen Mutter bereits 37 Jahre alt. Da sein Vater in manchen Jahren von April bis Oktober mit der Reichsarmee unterwegs war, wuchs der Kleine vorwiegend unter der Obhut der Mutter auf. Sophie Luise, deren Einfluss auf den Markgrafen durch die Geburt des Erbprinzen noch verstärkt worden war, galt als luxusbedürftig und verschwenderisch. Zeitgenossen beschrieben den jungen Georg Wilhelm als hochgewachsen, schmal gebaut und blond gelockt. Bereits 1686 wurde mit Wilhelmsdorf ein Ort nach ihm benannt.
Er war mit der zum Zeitpunkt der Eheschließung im November 1699 knapp fünfzehnjährigen Sophia von Sachsen-Weißenfels verheiratet. 1701 gebar sie die Tochter Christiane Sophie Wilhelmine, vier weitere Kinder starben früh. Nach Georg Wilhelms Tod heiratete Sophia den Grafen Albert Joseph von Hoditz.
Georg Wilhelm blieb ohne ehelich gezeugte männliche Nachkommen. Mit seinem Tod endete die jüngere fränkische Hauptlinie der Markgrafen in Bayreuth.

### Charakter

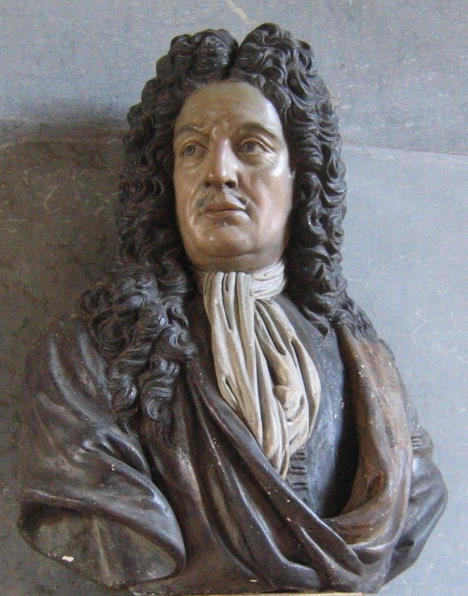
Georg Wilhelm

Georg Wilhelm entwickelte als Erbprinz auf seiner Kavalierstour nach Holland und England in den Jahren 1695/96 eine ausgeprägte Leidenschaft für die Marine. Von seinem Aufenthalt beim englischen König Wilhelm III. in London und Windsor erzählte er sein Leben lang mit Begeisterung. Besonders beeindruckte ihn das Schloss Windsor mit der Zentrale des Hosenbandordens, dessen Schutzpatron der englische Nationalheilige Sankt Georg ist. Seit jener Zeit gebrauchte Georg Wilhelm für seinen Vornamen gern die englische Schreibung „George“.
Nach seiner Rückkehr ließ er den Brandenburger Weiher, einen großen Karpfenteich im Nordosten der Stadt, zu einem durch die Warme Steinach gespeisten See erweitern. Er ließ eine Schanze anlegen und Seeschlachten mit vier bis zu 30 Meter langen Schiffen aufführen. Ein als mehrtägiges Manöver gestaltetes Lustspiel, bei dem der junge Prinz 2000 Soldaten und Bürger befehligte, forderte mehrere Todesopfer. Liselotte von der Pfalz schrieb dazu: „Verrücktheit regiert wohl an diesem Hof“.
Trotz leerer Kassen verstärkte er ab 1712 als Markgraf das Militär, frönte seiner Baulust und ließ nicht weniger als fünfzig Opern in deutscher Sprache aufführen. Georg Philipp Telemann war einer seiner Auftragskomponisten. Ungestüm, mit einem Hang zu Exzessen und Verrücktheiten, achtete der absolutistische Landesherr andererseits auf strengste Ordnung in allen Abläufen.
Im September 1722 erließ er eine neue Religionsordnung, die es den wenigen Katholiken in seiner Residenzstadt Bayreuth wieder erlaubte, ihre Religion und Rituale wie Taufen, Hochzeiten und Gebete auszuüben – jedoch im Verborgenen und außerhalb der Stadtmauern.
Zu seiner Ehe mit Sophia, „eine der schönsten Prinzessinnen Deutschlands“, erwähnte der Bayreuther Geschichtsschreiber Heinritz 1842: „Er liebte sie bis zur Entzückung, sie hasste ihn“. Ihm von ihr zugefügte Demütigungen und seine – nicht grundlose – Eifersucht veranlassten ihn, sie zur Reue in die Veste Plassenburg schaffen zu lassen. Georg Wilhelm selbst hatte in Christiane Emilie von Gleichen eine Mätresse, mit der er die unehelichen Kinder, Georg Wilhelm von Plassenberg und Georgina Wilhelmina von Plassenberg, zeugte.
Seine Tochter Christiane Sophie Wilhelmine gebar unehelich Zwillinge, die kurz nach der Geburt verstarben, und wurde nach Kulmbach verstoßen, da der Vater der Zwillinge nicht standesgemäß war. 1724 ließ er fünfzehn „Zigeunerinnen“, die das Ausweisungsgebot nicht befolgt hatten, bei Berneck am Galgen hinrichten.

### Militärische Karriere

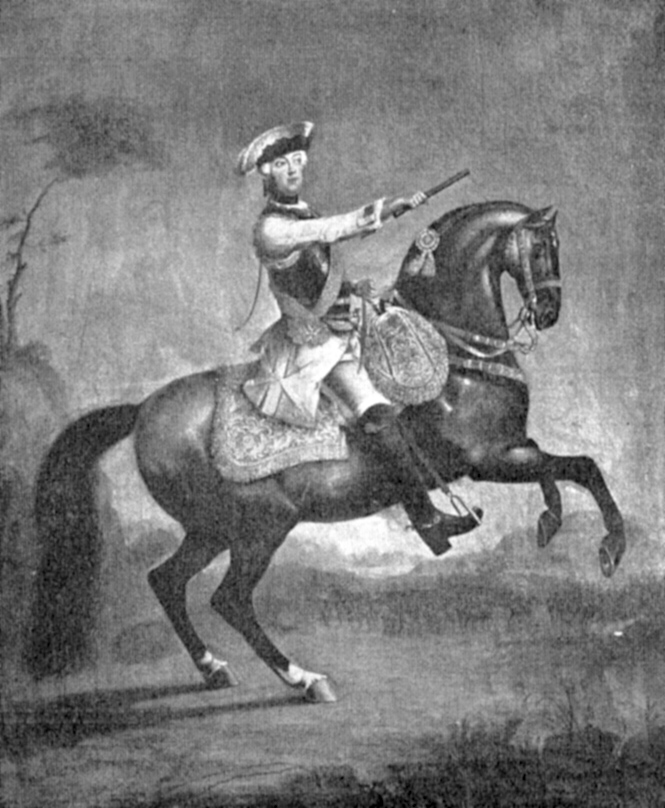
Georg Wilhelm als kaiserlicher Generalwachtmeister in der Uniform des fränkischen Kürassierregiments

Georg Wilhelm, Markgraf von Brandenburg-Bayreuth, durchlief eine militärische Karriere, da ein Studium aufgrund seiner schulischen Leistungen ausschied. Bereits als Siebzehnjähriger fiel er beim sogenannten Treffen von Enghien als äußerst mutiger Soldat auf.
1701 wurde er Regimentschef des fränkischen Kürassierregiments. 1702 ging er mit einem Dragoner-Regiment in kursächsische Dienste und wurde als Generalmajor Kommandeur des Regiments. Er nahm auf der kaiserlichen Seite erfolgreich an zahlreichen Schlachten teil. Hierbei wurde er 1702 bei der Belagerung der Festung Landau durch eine Musketenkugel schwer verwundet. Diese Verletzung heilte nie vollkommen aus. Als Markgraf baute er das Militär erheblich aus. Nach dem Spanischen Erbfolgekrieg trat Georg Wilhelm in seinen militärischen Funktionen kaum mehr in Erscheinung. Auch das kursächsische Regiment wurde 1717 aufgelöst. In der Zeit wurde er 1709 zum Generalleutnant und am 21. Februar 1714 zum General der Kavallerie ernannt, formal blieb er bis zu seinem Tod in der Armee.

### Rege Bautätigkeit
In seiner Jugend als Erbprinz gründete er die Vorstadt St. Georgen am See. Es handelte sich um eine planmäßig angelegte Stadt (heute Stadtteil von Bayreuth) im barocken Baustil mit dem Ordensschloss am See. Er gründete 1705 den Ordre de la Sincérité (später in Roter Adlerorden umbenannt) und feierte alljährlich dort seinen Namenstag (Georgstag) mit prunkvollen Festen. Der Ritterorden besaß auch eine eigene Kirche (Sophienkirche), die heutige Ordenskirche mit den Wappen der Ordensmitglieder des 18. Jahrhunderts. Auch war er begeisterter Jäger. Die Jagdschlösser Kaiserhammer, Falkenhaube und Thiergarten, die Eremitage und das Schloss Neustädtlein (heute Gemeinde Eckersdorf) wurden von ihm erbaut. Im Jagdschloss Himmelkron ließ er den Roten-Adler-Saal gestalten.